# Appisjärvi
Appisjärvi är en sjö i Finland. Den ligger i kommunen Enare i landskapet Lappland, i den norra delen av landet, 900 km norr om huvudstaden Helsingfors. Appisjärvi ligger 302 meter över havet. Omgivningarna runt Appisjärvi är i huvudsak ett öppet busklandskap. Arean är 73,2 hektar och strandlinjen är 4,43 kilometer lång. Sjön  ingår i Pasvik älvs huvudavrinningsområde. 